# Harry Babcock
Pour les articles homonymes, voir Babcock.
Pour l’article homonyme, voir Harry Babcock (football américain) pour le joueur de football américain.
Harry Stoddard Babcock, né le 15 décembre 1890 et décédé le 15 juin 1965, était un athlète américain.

## Jeux olympiques
- Jeux olympiques d'été de 1912 à Stockholm ( Suède)
  -  Médaille d'or en saut à la perche.